# Nicolás Solana

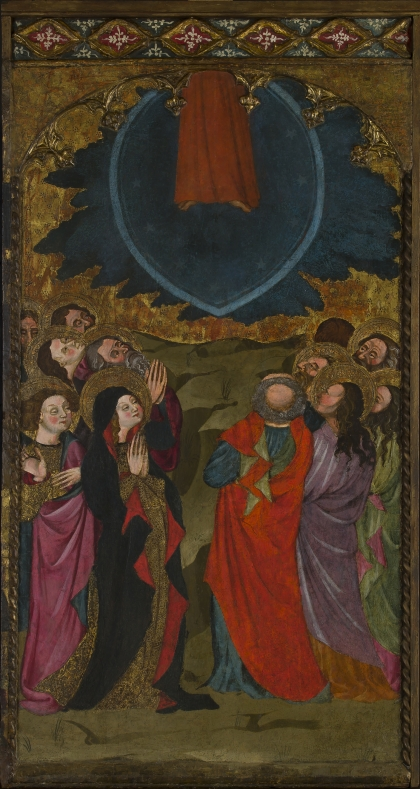
La Ascensión, temple sobre tabla, 122 x 64,5 cm, Bilbao, Museo de Bellas Artes de Bilbao.

Nicolás Solana (fl. 1401-1441) fue un pintor gótico español de estilo internacional activo en Aragón.

## Biografía y obra
Discípulo o seguidor de Juan de Leví, firmó la tabla central con dos apóstoles de un retablo dedicado a los Santos Apóstoles del que únicamente restan en la colección Junyer de Barcelona esa tabla central y el Calvario del ático. Pintado al temple de huevo, sintetiza el decorativismo propio del estilo con una tendencia al dramatismo de un carácter fuertemente expresivo pero resuelto con torpe dibujo. Consta, por un documento firmado conjuntamente, que tenía un hermano pintor de nombre Juan que en el documento figura como más importante. A él podrían corresponder algunas pinturas relacionadas con las tablas de la colección Junyer pero de dibujo más correcto, como la Epifanía del Instituto Valencia de Don Juan de Madrid.
Se ha relacionado también con Nicolás Solana una media figura de ángel conservada en el Nelson-Atkins Museum of Art de Kansas City y se atribuye a su círculo el retablo de San Pedro del Museo de la Colegial de Daroca, procedente de la iglesia de San Pedro, junto con alguna otra tabla suelta de procedencia desconocida, como son las tablas con el  Noli me tangere y la  Ascensión del Museo de Bellas Artes de Bilbao.